# Mesochorus plebejanus
Mesochorus plebejanus là một loài tò vò trong họ Ichneumonidae.